# Farul din Calais
Farul din Calais este un far situat în orașul Calais, Franța. Acesta a fost construit în 1848, electrificat în 1883 și automatizat în 1987. Arhitectul său a fost Léonce Reynaud. În prezent, nu mai există un paznic al farului, dar tehnicienii acestuia se asigură că farul funcționează corect.
Farul a înlocuit Tour du Guet din secolul al XIII-lea. La acea vreme, în vârful turnului era aprins un foc pentru a ghida marinarii. Este construit în apropierea centrului orașului, ceea ce este destul de rar pentru faruri. În Franța, farurile din Dunkerque, Ouistreham și La Rochelle se află, de asemenea, în această situație.
A fost parțial distrus în timpul celui de-al Doilea Război Mondial, deoarece camera felinarelor a fost distrusă.
În timpul zilei, se poate distinge de celelalte faruri de coastă din jur prin culoarea albă și prin partea inferioară neagră a lanternei.
Farul a fost clasificat ca monument istoric începând cu 19 aprilie 2011.

## Descriere
Farul are o înălțime de 55 m, iar turnul său este octogonal la exterior și rotund în interior, cu pereți de 1,90 m la bază și 1,50 m în vârf. Fundațiile coboară 7,40 m sub pivnițe. La felinar se ajunge urcând 271 de trepte. Lumina centrală a farului este permanentă, iar felinarul, ale cărui panouri închid lumina, se învârte în jurul luminii, dând 4 flash-uri de 2/10 de secundă la fiecare 15 secunde.
|                |
| Port de Calais |